# زک مالیگن
زک مالیگن (انگلیسی: Zak Mulligan) فیلم‌بردار اهل ایالات متحده آمریکا است. وی از سال ۲۰۰۶ میلادی تاکنون مشغول فعالیت بوده است و عضو آکادمی علوم و هنرهای سینما است.
از فیلم‌هایی که وی در آن‌ها نقش داشته است، می‌توان به بیگانه، خانه پوشالی، ما حیوانات و زرنگ‌بازی اشاره نمود.